# 南部実氏
南部 実氏（なんぶ さねうじ）は、鎌倉時代後期の御家人。別称を六郎次郎、清長。

## 略歴
南部実長の二男。兄弟に嫡男の実継、弟に祐光、長義がいる。子は時実。
実氏は波木井弥三郎実氏ともいい常陸国隠井（かくらい）の領主。
隠井には実長の妻、実氏の母・妙徳尼もいたが、妙徳尼が亡くなったあと実氏はその菩提寺として、常陸最初の法華道場である隠井山（現在の茨城県水戸市加倉井町）に妙徳寺を建立し、法華経の布教に励んだ。